# يونيون باي
يونيون باي (بالصينية: 银联) ، (بالإنجليزية: UnionPay) أو تختصر CUP أو UPI دوليًا، هي شركة خدمات مالية صينية مقرها في شنغهاي، الصين. توفر خدمات البطاقات المصرفية ونظام البطاقات الأهم في البر الصيني الرئيسي . تأسست يونيون باي الصين في 26 مارس 2002م، وهي جمعية لصناعة البطاقات المصرفية في الصين، وتعمل بموافقة بنك الشعب الصيني (PBOC ، البنك المركزي الصيني). بل هي أيضا تملك نظام الـشبكة بين البنوك في الصين التي تربط جميع ماكينات الصراف الآلي (ATMs) من جميع البنوك في جميع أنحاء البلاد. وهي أيضًا طريقة لـتحويل إلكتروني للأموال في نقاط البيع (EFTPOS).
تعتبر أكبر مؤسسة للدفع بواسطة البطاقات (بطاقات الخصم والائتمان مجتمعة) في العالم التي تقدم مدفوعات عبر الأجهزة المحمولة وعبر الإنترنت   استنادًا إلى القيمة الإجمالية لمعاملات الدفع، قبل فيزا وماستر كارد. 

## التاريخ

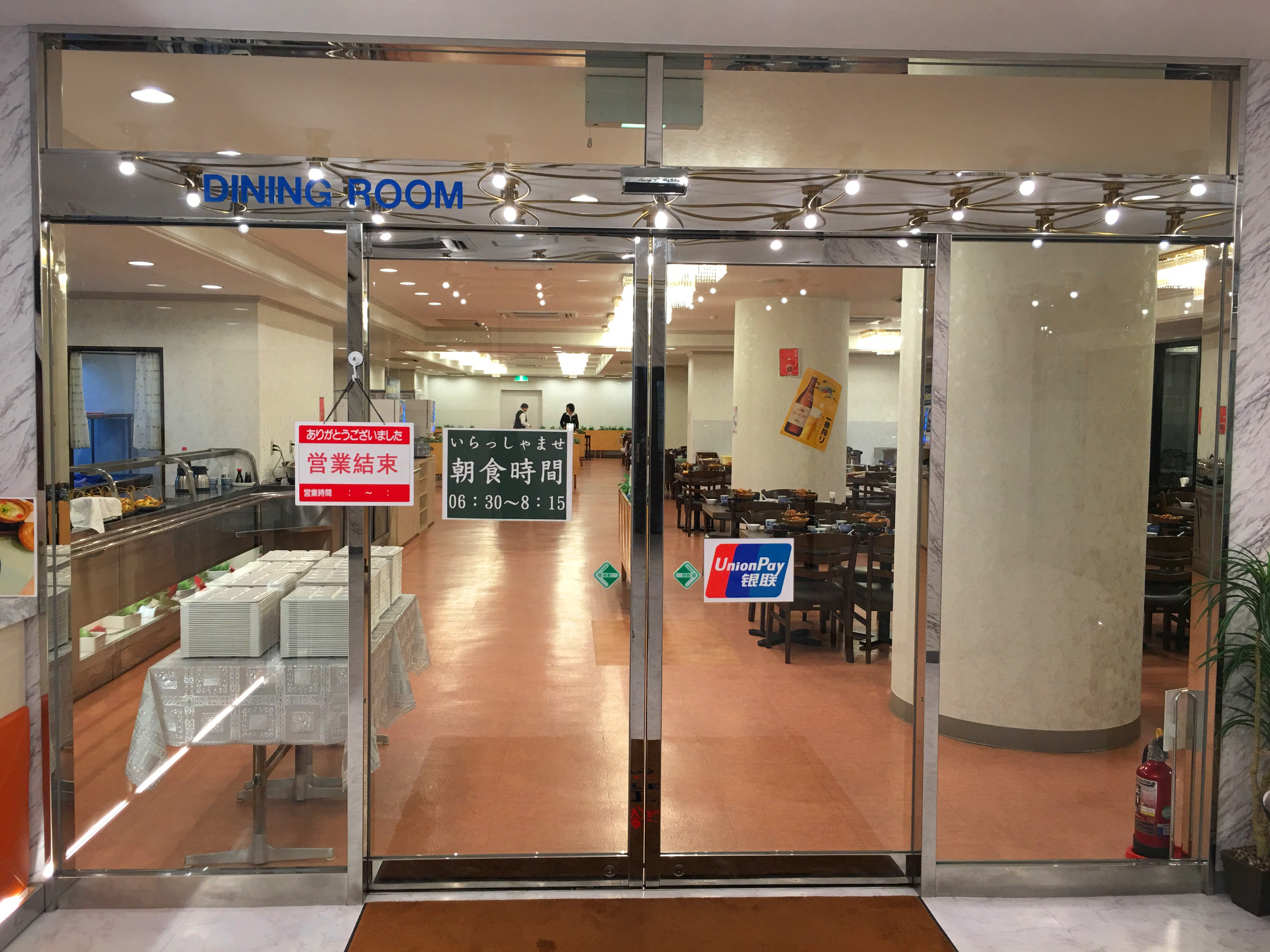
ملصق يونيون باي على باب قاعة الطعام في أحد المطاعم.

بموافقة بنك الشعب الصيني، تم إطلاق يونيون باي الصين في 26 مارس 2002م، في شانغهاي بواسطة حاكم بنك الشعب الصيني داي شيانغ لونغ، والبنك الصناعي والتجاري الصيني، والبنك الزراعي الصيني، وبنك الصين وبنك البناء الصيني. خدموا كأول الأعضاء. ومع ذلك، يعود مفهوم شبكة البطاقات المصرفية الصينية الموحدة إلى عام 1993م، مع تشكيل «مشروع البطاقة الذهبية» الذي دعا إليه الرئيس الصيني آنذاك جيانغ تسه مين . تعتبر يونيون باي نتاجها، على الرغم من محاولات توحيد مختلف بطاقات الائتمان وشبكات ما بين البنوك في الصين منذ التسعينيات.
في عام 2014، أفادت التقارير أن يونيون باي كانت تساهم في هروب رؤوس الأموال من الصين من خلال عمليات غير منظمة أمام المتاجر في ماكاو.

### التحالف العالمي
في عام 2005م، دخلت يونيون باي في اتفاقيات مع شبكات الدفع الأخرى لزيادة قبولها في جميع أنحاء العالم. بعض الأمثلة الرئيسية تشمل:
- ديسكوفر
- رو باي في الهند
- جي سي بي في اليابان
- بطاقة BC في كوريا الجنوبية

## شعار
نشأ شعار يونيون باي (CUP) في الصين قبل إنشاء نظام شبكة CUP. مثل تصميم كتلة اللون الأحمر والأزرق والأخضر التكامل بين التعاون، التدفق المستمر، وضمان السلامة. يرافقه الأحرف الصينية لـ «يونيون باي» باللون الأبيض. تم تسجيل الشعار لأول مرة في عام 1997م وتم إطلاقه في محاكمة Shenzhen. [بحاجة لمصدر]
بدأت يونيون باي الصين عملية توزيع بطاقات تجريبية محدودة في مارس 2001م. بحلول يناير 2002م، بدأت العديد من البنوك والمؤسسات المالية تجربة أكبر في بكين وشانغهاى وقوانغتشو وهانغتشو وشنتشن وخمس مدن أخرى، والتي امتدت تدريجيا إلى البلد بأكمله.
في 18 أكتوبر 2005م، أعلنت يونيون باي الصين عن شعار جديد. احتفظت البطاقة الجديدة بالألوان الثلاثة للشعار القديم بينما تم تعديل العناصر الأخرى. كما ظهر الشعار الجديد زيادة في استخدام اللغة الإنجليزية. في الوقت الحالي، يتم تداول كل من أنماط البطاقات، مع استبدال بطاقات يونيون باي القديمة تدريجياً.
كان يونيون باي قلقًا في البداية من احتمال فشل التجار الأجانب في التعرف على الشعار الجديد ورفض قبول بطاقات يونيون باي الجديدة. لذلك، لفترة من المراحل، استخدمت بطاقات الائتمان المدين المحلية الموحدة وبطاقات الرنمينبي للعملة الواحدة الشعار الجديد، بينما استخدمت بطاقات المدين الدولية وبطاقات الائتمان المزدوج العملة الشعار القديم. من بداية عام 2009م، بدأت بنوك البطاقات الائتمانية ثنائية العملة في تقديم استخدام شعار يونيون باي الجديد تدريجياً. [بحاجة لمصدر]

## خدمة QuickPass

شعار خدمة QuickPass

عند إدخال رقائق EMV في بطاقات يونيون باي،  قدمت البنوك أيضًا خدمت كويك باس (بالصينية: 闪付) ، وهي عبارة عن بطاقة الأثير الذكية تشبه PayPass من ماستر كارد أو PayWave من فيزا. يتم قبول كويك باس في العديد من محلات السوبر ماركت ومحلات الوجبات السريعة. يدعم كويك باس أيضًا العديد من موفري المحافظ الرقمية مثل سامسونج باي وأبل باي.

## المدفوعات عبر الإنترنت
تعتبر يونيون باي أول خدمة ترخيص مسبق على المستوى المالي في الصين للمعاملات المضمونة. يسمح النظام بالدفع مقابل التسوق عبر الإنترنت لدى أي تاجر يقبل يونيون باي. في عام 2014م، تجاوز المبلغ الإجمالي للمعاملات عبر البنوك لبطاقة يونيون باي 41.1 تريليون يوان.

## الاستخدام في الخارج
يمكن استخدام بطاقات يونيون باي في 164 دولة ومنطقة حول العالم. ترتبط بعض بطاقات ائتمان يونيون باي أيضًا ببطاقات أمريكان إكسبريس أو ماستر كادر أو فيزا، ويمكن استخدامها في الخارج. ومع ذلك، لا يمكن استخدام بطاقات المدين من يونيون باي إلا في شبكة يونيون باي والشبكات الأخرى التي وقعت عقودًا مع يونيون باي. منذ عام 2006م، يمكن استخدام بطاقات يونيون باي الصين في أكثر من 100 دولة خارج الصين.
في مايو 2005م، أعلنت شبكة ديسكوفر للمدفوعات عن تحالف مع يونيون باي الصين. وقعت الشركتان اتفاقية طويلة الأجل تسمح بقبول بطاقات ديسكوفر التجارية في أجهزة الصراف الآلي يونيون باي ومحطات نقاط البيع في الصين وقبول بطاقات يونيون باي على شبكة PULSE في الولايات المتحدة  اعتبارًا من 1 نوفمبر 2007م، قد يتم قبول بطاقات يونيون باي حيث يتم قبول بطاقات ديسكوفر في الولايات المتحدة وكندا والمكسيك وأمريكا الوسطى ومنطقة البحر الكاريبي. اعتبارًا من أوائل عام 2013م، تم توسيع اتفاقية القبول التبادلي لدعم معاملات التجارة الإلكترونية أو البطاقات غير فورية التحويل.   في مارس 2010م، أعلنت باي بال عن شراكة مع يونيون باي مما يتيح استخدام باي بال مع بطاقات العضوية في يونيون باي. في عام 2015م، وضعت إدارة الدولة الصينية للنقد الأجنبي (SAFE) سقفًا سنويًا قدره 100000 ين على السحوبات النقدية الخارجية من حسابات يونيون باي الصادرة عن البنوك الصينية. في نوفمبر 2017م، تعاونت Azoya مع يونيون باي لتمكين المستهلكين في الصين من الاستفادة من مهرجان التسوق يوم الجمعة الأسود عبر الإنترنت عبر منصة تسويق عبر الحدود.

## الأعضاء
يونيون باي هي الشبكة الأساسية لهذه البنوك الصينية:
- البنك الزراعي الصيني
- بنك الصين (بما في ذلك بنك نانيانغ التجاري التابع له ومقره هونج كونج)
- بنك الاتصالات (بطاقات ائتمان مشتركة مع بنك HSBC)
- بنك بكين
- بنك نينغبو
- بنك شنغهاي
- بنك سيتيك الصيني
- بنك التعمير الصيني
- بنك الصين ايفربرايت
- بنك الصين التجاري
- بنك الصين مينشنغ
- بنك التنمية قوانغدونغ
- هواشيا بنك (بطاقات الائتمان الصادرة بالاشتراك مع دويتشه بنك)
- البنك الصناعي والتجاري الصيني (ICBC)
- البنك الصناعي (بطاقات الائتمان الصادرة بالاشتراك مع بنك هانغ سنغ)
- بنك التوفير البريدي الصيني (المعروف سابقًا باسم مكتب التوفير والبريد في الصين)
- بنك شانغهاي بودونغ للتنمية
- شنتشن للتنمية البنك
- شنتشن بينغ آن
- مدينة تايتشو البنك التجاري

تشمل المنظمات الأخرى المتعاونة مع يونيون باي البنوك التجارية البلدية وكذلك التعاونيات الائتمانية الريفية. بشكل عام، هناك 165 مؤسسة مالية تصدر بطاقات يونيون باي. [بحاجة لمصدر]
عقدت يونيون باي شراكة مع JETCO في هونغ كونغ وماكاو حتى 1 يناير 2006. اعتبارًا من يناير 2013، كان بنك شرق آسيا وسيتي بنك هما البنكان الوحيدان المسموح لهما بإصدار بطاقات ائتمان يونيون باي بشكل مستقل في هونغ كونغ والبر الرئيسي. يقوم HSBC وشركته الفرعية Hang Seng Bank بإصدار بطاقات يونيون باي الائتمانية بشكل مستقل في هونغ كونغ، بينما يصدران بطاقات في البر الرئيسي بالتعاون مع البنوك المحلية كما هو مذكور أعلاه. لدى دويتشه بنك بطاقات مشتركة فقط، مع عدم وجود بطاقات ائتمان يونيون باي الصادرة بشكل مستقل.
يحق للبنوك الأحد عشر الأجنبية التالية إصدار بطاقات المدين من يونيون باي في الصين:
- بنك الصين (هونج كونج)
- بنك شرق آسيا
- سيتي بنك
- بنك DBS (اعتبارًا من يوليو 2009)
- بنك الهنا (في نوفمبر 2009)
- بنك هانغ سنغ
- HSBC
- بنك OCBC (اعتبارًا من 2010)
- OCBC Wing Hang Bank (اعتبارًا من 2010)
- بنك ستاندرد تشارترد
- بنك ووري (في مايو 2009)

حضور يونيون باي في بلدان أخرى:
- يقدم بنك AGD بطاقة المدين يونيون باي في ميانمار [18]
- Australia Post ، التي سبق أن وزعت بطاقة "Load & Go China"، الصادرة عن بنك الصين (أستراليا) Limited ؛ يظهر خيال السور العظيم [19]
- يقدم Baiduri Bank بطاقة المدين يونيون باي في بروناي [20]
- يقدم بنك بانكوك بطاقة ائتمان يونيون باي في تايلاند [21]
- يقدم Banque Pour Le Commeree Exterieur Lao (BCEL) بطاقة المدين يونيون باي في لاوس [22]
- يقدم بنك Sinarmas بطاقة المدين يونيون باي في إندونيسيا [23]
- تقدم BDO Unibank بطاقة ائتمان يونيون باي في الفلبين [24]
- يقدم بنك DBS بطاقة المدين يونيون باي في سنغافورة.[25]
- يقدم Halyk Bank كلاً من بطاقات الائتمان والمدين يونيون باي في كازاخستان [26]
- تقدم Gazprombank كلاً من بطاقات الائتمان والمدين يونيون باي في روسيا.
- يقدم البنك التجاري المشترك للأسهم في فيتنام (Vietcombank) يقدم كلاً من بطاقات الائتمان والمدين يونيون باي في فيتنام
- تقدم Kasikornbank بطاقة ائتمان يونيون باي في تايلاند
- تقدم Kazkommertsbank بطاقات ائتمان يونيون باي في كازاخستان
- يقدم Krung Thai Bank بطاقة المدين يونيون باي في تايلاند
- تقدم Lotte Card بطاقة ائتمان يونيون باي في جمهورية كوريا.
- تقدم Mitsubishi UFJ NICOS بطاقة ائتمان يونيون باي في اليابان.
- يقدم بنك Muganbank بطاقة ائتمان يونيون باي في أذربيجان.
- تقدم SCT Networks بطاقة الخصم من يونيون باي في نيبال.
- يقدم بنك الهيمالايا بطاقات يونيون باي مسبقة الدفع في نيبال.
- يوفر Nepal Investment Bank Limited بطاقات يونيون باي في نيبال.
- يقدم NIC ASIA Bank بطاقات افتراضية يونيون باي في نيبال.
- تقدم AmBank بطاقة يونيون باي الائتمانية في ماليزيا.
- يقدم البنك العام بطاقة المدين يونيون باي في ماليزيا.
- يقدم البنك الوطني الفلبيني (PNB) بطاقة ائتمان يونيون باي في الفلبين.
- تقدم ساكومبانك كلاً من بطاقات الائتمان والمدين يونيون باي في فيتنام
- يقدم Mitsui Sumitomo Bank بطاقة ائتمان يونيون باي في اليابان.
- يقدم بنك Shinhan بطاقة ائتمان يونيون باي في جمهورية كوريا.
- يقدم United Overseas Bank بطاقة ائتمان يونيون باي في سنغافورة.
- يقدم Vostochny Express Bank كلاً من بطاقات الائتمان والخصم يونيون باي في روسيا.
- 1LINK تقدم بطاقات السحب الآلي يونيون باي من خلال البنوك الأعضاء في باكستان.[27]

## روابط خارجية
- الموقع الرسمي (الصينية)
- الموقع الرسمي